# Opius pallas
Opius pallas är en stekelart som beskrevs av Fischer 1970. Opius pallas ingår i släktet Opius och familjen bracksteklar. Inga underarter finns listade i Catalogue of Life.